# Feria Nacional Potosina
La Feria Nacional Potosina (a veces abreviada FENAPO) es una feria comercial anual en México, la cual se lleva a cabo durante el mes de agosto en la Ciudad de San Luis Potosí. Es una de las ferias más relevantes del país y uno de los mayores atractivos turísticos de la ciudad, el cual ofrece conciertos, eventos culturales, puestos de venta y una gran variedad de la gastronomía local y nacional.

## Historia
La primera edición de la Feria Nacional Potosina fue en el año de 1942, durante la celebración del 350 aniversario de la fundación de la Ciudad de San Luis Potosí, bajo el nombre de Gran Feria Potosina. Este evento fue presentado por Jesús Mejía Viadero y Manuel Hernández, quienes presentaron que el evento serviría para honrar a San Luis Rey de Francia y permitiría el intercambio comercial con otros estados de la región y daría una temporada de esparcimiento a la sociedad. 
Esta primera edición se celebró del 23 de agosto al 6 de septiembre del año de 1942 en la Alameda Juan Sarabia, Cineteca Alameda y en el Antiguo Estadio 20 de Noviembre, en el actual Hospital 1 del IMSS en la avenida Nicolás Zapata en la Capital de San Luis Potosí.
En la década de 1960, este evento tuvo la clasificación de ser nacional en México, dándole su nombre actual, sus instalaciones fueron trasladas a las actuales calles Luis Donaldo Colosio y Coronel Romero. En 1997 se construyeron las actuales instalaciones de la feria en la avenida Juárez y Periférico Sur.
Las ediciones de 2020 y 2021 de este evento se cancelaron debido la pandemia de COVID-19, sin embargo en 2022 se reactivaron las ediciones.

## Lugares de interés
- Pabellones
- Muestra gastronómica
- Zona de restaurantes
- Pabellón artesanal
- Palenque
- Plaza del Mariachi
- Zona ganadera
- Zona botanera
- Food Court
- Zona de juegos mecánicos
- Lago
- Gritones
- Teatro del Pueblo
- Food Trucks
- Zona de antros
- Puestos de venta
- Estacionamiento
- Arena Potosí
- El Foro[8][9]

## Fechas en las que se ha organizado
- 1942: Del 23 de agosto al 6 de septiembre.
- 1943: Del 25 de septiembre al 3 de octubre.[4]
- 1955: Del 21 de agosto al 25 de agosto.
- 1956: Del 18 de agosto al 26 de agosto.
- 1986: Del 15 de agosto al 31 de agosto.[10]
- 1997: Del 15 de agosto al 31 de agosto.
- 1998: Del 13 de noviembre al 1 de diciembre.
- 1999: Del 12 de agosto al 29 de agosto.
- 2000: Del 11 de agosto al 3 de septiembre.
- 2001: Del 3 de agosto al 26 de agosto.
- 2002: Del 9 de agosto al 1 de septiembre.
- 2003: Del 8 de agosto al 31 de agosto.
- 2004: Del 6 de agosto al 29 de agosto.
- 2005: Del 12 de agosto al 4 de septiembre.
- 2006: Del 11 de agosto al 3 de septiembre.
- 2007: Del 10 de agosto al 2 de septiembre.
- 2008: Del 15 de agosto al 7 de septiembre.
- 2009: Del 7 de agosto al 30 de agosto.
- 2010: Del 6 de agosto al 29 de agosto.
- 2011 Del 12 de agosto al 4 de septiembre.
- 2012: Del 3 de agosto al 26 de agosto.
- 2013: Del 1 de agosto al 25 de agosto.[11]
- 2014: Del 8 de agosto al 31 de agosto.[12]
- 2015: Del 7 de agosto al 30 de agosto.[13]
- 2016: Del 12 de agosto al 4 de septiembre.[14]
- 2017: Del 4 de agosto al 27 de agosto.[15]
- 2018: Del 3 de agosto al 26 de agosto.[16]
- 2019: Del 1 de agosto al 25 de agosto.[17]
- (En 2020 y 2021 se canceló por la pandemia de Covid 19)[6][7]
- 2022: Del 5 de agosto al 28 de agosto.[18]
- 2023: Del 4 de agosto al 27 de agosto.[19]
- 2024: Del 8 de agosto al 1 de septiembre.[20]
- 2025: Del 8 de agosto al 31 de agosto.[21]